# Octopodiformes
Octopodiformes – takson obejmujący ośmioramienne głowonogi zaliczane do płaszczoobrosłych (Coleoidea). Obejmuje około 250 gatunków ośmiornic oraz jedyny współcześnie żyjący gatunek zaliczany do wampirzyc.

## Systematyka
Analizy morfologiczne i badania molekularne potwierdzają podział na taksony siostrzane:
- Octopoda – ośmiornice
- Vampyromorphida – wampirzyce